# Ilan De Basso
Ilan De Basso (ur. 1 października 1969) – szwedzki polityk i samorządowiec, poseł do Parlamentu Europejskiego IX kadencji.

## Życiorys
Pracował w organizacji Save the Children i w szwedzkiej służbie pracy. Działacz Szwedzkiej Socjaldemokratycznej Partii Robotniczej (SAP). W 2010 został radnym miasta Jönköping. W 2013 dołączył do władz krajowych socjaldemokratów. W 2019 kandydował do Parlamentu Europejskiego, mandat europosła IX kadencji objął w grudniu 2021, zastępując Johana Danielssona. Przystąpił do frakcji Postępowego Sojuszu Socjalistów i Demokratów. W wyborach w 2022 uzyskał mandat posła do Riksdagu, zdecydował się jednak pozostać członkiem PE.
Jest pochodzenia asyryjskiego. Pełnił funkcję przewodniczącego Assyriska Riksförbundet, organizacji Asyryjczyków w Szwecji.